# Knut Lavard
Knut Lavard (på danska Knud Lavard), född i mitten av 1090-talet, död den 7 januari 1131 i Haraldsted, var en dansk prins och hertig som helgonförklarades. Knut var stamfader för kungafamiljen Valdemarerna och deras ättlingar.
Titeln lavard motsvarar engelskans lord.
Den svenska Knutsdagen har sitt ursprung som minnesdag åt Knut, och Knutsgillena är också instiftade i hans namn. Som kungligt helgon hörde Knut under medeltiden tillsammans med Olav i Norge och Erik i Sverige till de populäraste helgonen i Norden. I Danmark och Norge är det dock Knut Lavards farbror Knut den helige som firas, med den 19 januari som sin dag.

## Biografi
Knut var son till den danske kungen Erik Ejegod som dock dog redan 1103 innan Knut hunnit fylla ens tio år. Han kom därför inte i fråga som faderns efterträdare, vilket i stället blev hans farbror Niels. Denne utnämnde 1115 Knut till jarl över Slesvig. Som sådan kom Knut att bedriva framgångsrika krig mot de omgivande hedniska venderna, och när dessas egen fursteätt 1129 utslocknat utsågs Knut av den tyske kungen Lothar III till deras nye furste ("knéz"). Över huvud taget kom Knut att orientera sig mycket mot Tyskland, vilket väckte visst ont blod i hans gamla hemland. I sitt nya vendiska furstendöme tvingades han 1129 nedkämpa obotritiske furst Niklots revolt.
Härtill kom att Knut för sin yngre kusin, kung Niels son Magnus den starke, framstod som en allvarlig konkurrent som dansk tronföljare. Efter att förgäves ha försökt hetsa sin far mot kusinen (något som i stor utsträckning förhindrades av faderns ansedda hustru Margareta Fredkulla) lät Magnus mörda Knut när denne den 7 januari 1131 var på väg att hälsa på en annan kusin, Knut den heliges dotter Cecilia.
Mordet på Knut ledde dock inte till att Magnus blev dansk kung utan i stället till ett uppror mot denne och hans far. Upproret kulminerade i slaget vid Foteviken 1134 där Magnus stupade och Niels flydde.
Härefter följde ett antal år av tronstrider innan Knuts postumt födde son Valdemar den store 1157 tillskansade sig makten och stabiliserade den danska kungamakten. Det var också Valdemar som 1169 lyckades utverka påvlig helgonförklaring av fadern. Knuts döds- och helgondag var i äldre tid knutsdagen, vilken dock senare flyttades till den nuvarande placeringen den 13 januari.
Kort efter Knuts död uppstod i Slesvig och senare i andra delar av Danmark och östersjöområdet särskilda köpmannagillen helgade åt denne, de så kallade Knutsgillena.

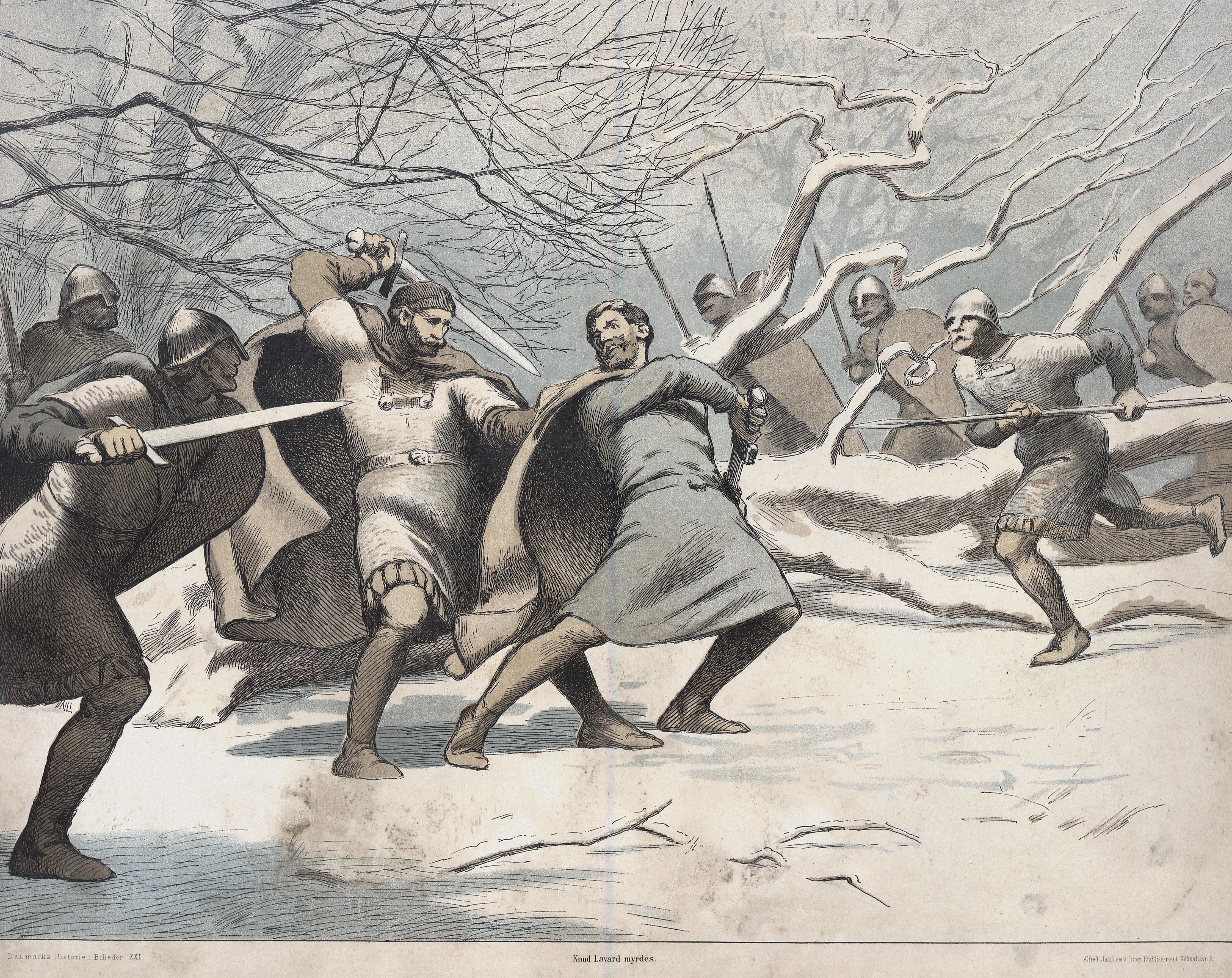
Mordet på Knut Lavard.

## Dödsdatum
Att Knut blev mördad just den 7 januari berodde på att det var dagen efter julens slut. Vid denna tid varade julen fram till trettondagen (6 januari) och brott begångna under julfriden bestraffades extra hårt. Den 7 januari var dock den första vardagen efter jul och straffsatserna var åter sänkta, så det var ett sätt för mördarna att mildra sina straff, om de skulle bli fasttagna. Den 7 januari kom sedan att få Knuts namn i almanackan, till minne av Knut Lavard och så blev det även i Sverige. Knut kom därför att förknippas med julens slut så mycket att när julen i Sverige 1680 förlängdes med en vecka och istället slutade på tjugondagen flyttade man med Knuts namn. Det är anledningen till att Knut i Sverige (och Finland, som då var en del av det svenska riket) står på den 13 januari istället för den 7.

## Familj
Knut Lavard gifte sig 1116/1118 med Ingeborg av Kiev. Paret fick följande barn:
1. Margareta, gift med skånske stormannen Stig Hvitaledr (stupade 1151)
2. Kristina, gift med och skild från kung Magnus den blinde av Norge (stupad 1139)
3. Katarina, gift med Prislav av Lolland (död 1172/1175)
4. Valdemar den store (1131-1182), kung av Danmark.